# Красная Поляна (Северо-Казахстанская область)
Кра́сная Поля́на (каз. Красная Поляна) — село в Тайыншинском районе Северо-Казахстанской области Казахстана. Административный центр Краснополянского сельского округа. Находится примерно в 50 км к западу-северо-западу (WNW) от города Тайынша, административного центра района, на высоте 145 метров над уровнем моря. Код КАТО — 596056100.

## История
Село основано в 1936 году для спецпоселенцев из лиц немецкой и польской национальностей, высланных с Волыни.

## Население
В 1999 году численность населения села составляла 983 человека (464 мужчины и 519 женщин). По данным переписи 2009 года в селе проживало 696 человек (337 мужчин и 359 женщин).